# Kaisu Leppänen
Kaisu Leppänen (13 de octubre de 1904 – 4 de marzo de 1993) fue una actriz teatral, cinematográfica y televisiva finlandesa.  

## Biografía
Su nombre completo era Katri Sisko Leppänen, y nació en Turku, Finlandia, siendo su hermano el también actor Aarne Leppänen. Inició su carrera teatral a los 17 años de edad como apuntadora en el Teatro Nacional de Finlandia. Se graduó en la Academia de Teatro de la Universidad de las Artes de Helsinki en 1927–1928. Después empezó a actuar en el Teatro Nacional, del cual se retiró en el año 1970, actuando con más de 150 papeles diferentes. Entre las obras que interpretó figuran Niskavuori (de Hella Wuolijoki), Maria Stuart (de Friedrich Schiller), Metsä (de Aleksandr Ostrovski), La gaviota (de Antón Chéjov), y Bodas de sangre (de Federico García Lorca).
Leppänen debutó en la gran pantalla a los 25 años de edad en la película muda Korkein voitto. Sus actuaciones más conocidas quizás fueron las que hizo en las cintas Ihmiset suviyössä (de Valentin Vaala) y Täällä Pohjantähden alla (de Edvin Laine). Destacó también en las producciones Kun on tunteet y Pastori Jussilainen. Leppänen consideraba su mejor papel el de Astrid Jönsson en la película de Wilho Ilmari Vieras mies tuli taloon (1938). La última actuación cinematográfica de Leppänen llegó en 1988 en la cinta de Taavi Kassila Petos.
Fue galardonada en el año 1949 con el Premio Jussi por su trabajo en la película Ihmiset suviyössä. Además, en 1959 recibió la Medalla Pro Finlandia por su trayectoria artística.
Kaisu Leppänen falleció en Helsinki en 1993. Había estado casada con el director Ilmari Unho y con el actor Tauno Majuri. Ambos matrimonios acabaron en divorcio. De su unión con Unho nació el fotógrafo Pentti Unho (1928–1970).

## Filmografía
- 1925 : Pohjalaisia
- 1926 : Murtovarkaus
- 1927 : Noidan kirot
- 1929 : Korkein voitto
- 1932 : Olenko minä tullut haaremiin
- 1936 : Tee työ ja opi pelaamaan
- 1936 : Onnenpotku
- 1937 : Kuriton sukupolvi
- 1938 : Vieras mies tuli taloon
- 1938 : Syyllisiäkö?
- 1939 : Takki ja liivit pois!
- 1940 : Yövartija vain...
- 1940 : Lapseni on minun
- 1941 : Perheen musta lammas
- 1943 : Katariina ja Munkkiniemen kreivi
- 1945 : Suomisen Olli yllättää
- 1946 : Menneisyyden varjo
- 1946 : Kirkastuva sävel
- 1948 : Ihmiset suviyössä
- 1949 : Sinut minä tahdon
- 1950 : Tanssi yli hautojen
- 1952 : Yhden yön hinta
- 1952 : Yö on pitkä
- 1952 : Rikollinen nainen
- 1952 : Kipparikvartetti
- 1953 : Tyttö kuunsillalta
- 1954 : Kun on tunteet
- 1954 : Herrojen Eeva
- 1955 : Tähtisilmä
- 1955 : Pastori Jussilainen
- 1957 : Miriam
- 1958 : Verta käsissämme
- 1960 : Skandaali tyttökoulussa
- 1962 : Pikku Suorasuu
- 1962 : Ihana seikkailu
- 1968 : Täällä Pohjantähden alla
- 1988 : Petos